# エル・チャボ・デル・オチョ

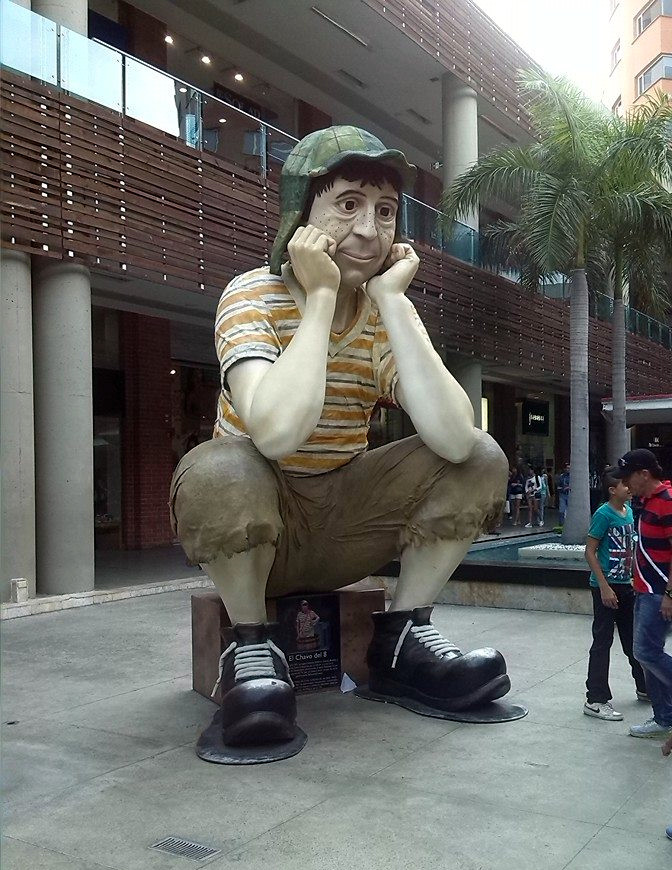
コロンビアにおけるチャボの彫刻。

『エル・チャボ・デル・オチョ』（スペイン語：El Chavo del Ocho、「8号室の少年」を意味する）は、元々1973年から1980年までメキシコの独立テレビ局とロベルト・ゴメス・ボラーニョ（チェスピリート、スペイン語：Chespirito、ウィリアム・シェイクスピアのミドルネームの小柄）によって製作されたメキシコのテレビコメディーシリーズ。
その後、衛星放送が1973年から1980年の間にメキシコに普及すると、米国 (スペイン語圏テレビのみ)・ラテンアメリカ・ヨーロッパ・アジア・ロシア・アンゴラの様々な国で同じ年に放映された。

## 年少のキャラクター
- チャボ（俳優：ロベルト・ゴメス・ボラーニョ） (El Chavo)：主人公。舞台の街の8号室に住む8歳の孤児。常にパイロットキャップをかぶっている。住人たちからは「8号室のチャボ(El chavo del ocho)」と呼ばれている。チャボとはメキシコで子供・少年を指す言葉であり、彼の本名は明らかにされていない。元々は孤児院に入れられていたが抜け出し、セニョール・バルィガが所有する住宅地に住み着いた。落ち着きなくそそっかしい性格の為に、よくトラブルを起こして周りから怒られている。その時には決まって「そんなつもりじゃなかったんだ。その気はあったけど(Fue sin querer queriendo)」という風な独特の言い訳をする。ドン・ラモンには額を殴られる事があり、泣く時は「ピピピピピ」と泣く。
- チリンドリーナ（俳優：マリア・アントニエタ・デ・ラス・ニエベス） (Chilindrina)：チャボの友人で、ドン・ラモンの娘。大きな眼鏡とそばかすが特徴の8歳。チャボに対して恋愛的な感情を抱いている。泣く時は両腕を交差させて「ワーッ！ワーッ！」と叫ぶ。アニメ版では大人の事情で登場しない。
- キコ（俳優：カルロス・ヴィラグラン） (Quico)：チャボの友人で、ドニャ・フロリンダ（フロリンダ婦人）の息子。6～9歳の少年。特徴的な大きな頬から「細い豚の頬 (Cachetes de marrana flaca)」と呼ばれている。坊ちゃんタイプの性格で遊び好き。チャボとは仲良しだが喧嘩する事も多い。怒った時には「うるさいうるさいうるさい！ イライラするんだよ！(¡callate! ¡callate! ¡callate, que me desesperas!)」と怒鳴る。ドン・ラモンには腕の皮を捻られる事がある。泣く時は壁に腕を当て、一度振り返ってから巻き舌で泣き叫ぶ。また、大声でママと叫ぶ場合もある。フロリンダ婦人がドン・ラモンに報復の平手打ちをした後には、彼を「クズ野郎！クズ野郎！(Chusma! Chusma!)」と罵り、肩をぶって家に入っていく。
- ポピス（俳優：フロリンダ・メサ） (La Popis)：フロリンダ婦人の姪で、キコの従兄妹。
- ニョニョ（俳優：エドガー・ビバール） (Ñoño)：セニョール・バルィガの息子で、学校におけるチャボ達の友人。勉強熱心な少年。
- ゴディネス（俳優：オラシオ・ゴメス・ボラーニョ） (Godínez)：オーバーオールを着た少年。常に野球帽を被っている。ゴディネスは苗字であり、名前の方は明らかにされていない。
- パティ（俳優：アナ・リリアン・デ・ラ・マコラ） (Patty)：舞台の街に引っ越してきた少女。チャボとキコは彼女に一目ぼれをする。チャボに恋心を抱くチリンドリーナからは嫌がらせを受ける事がある。
- マリッチャ（俳優：マリア・ルイサ・アルカラ） (Malicha)：チリンドリーナの従姉妹。名付け親はドン・ラモン。チャボやキコとは学校でのクラスメイト。チリンドリーナとよく似た性格。
- エリサベス（俳優：マルタ・ザバレタ）(Elízabeth)：学校でのチャボ達のクラスメイト。とても聡明な少女。
- カンディダ（俳優：アンヘラ・ロルダン）(Cándida)：彼女はヒラファレス先生のクラスに登場する生徒の一人である。彼女はあまりにも気を取られる。

## 年長のキャラクター
- ドン・ラモン（俳優：ラモン・バルデス） (Don Ramón)：チリンドリーナの父親。白い帽子をかぶった痩せた男性。非常に短気で怒りっぽく、怒りが溜まると帽子を地面に叩きつけ、無茶苦茶に踏みつける。チャボには頭を叩いたり、キコには腕の皮を捻るなどをして泣かせる事がある。キコを泣かせた場面をフロリンダ婦人に目撃されると、故意か過失か誤解かに関わらず平手打ちされる。仕事をしておらず、何ヶ月も家賃を支払っていないため、セニョール・バルィガに家を追い出されそうになったことが何度かある。
- ドニャ・フロリンダ(俳優：フロリンダ・メサ) (Doña Florinda：フロリンダ婦人) ：キコの母親。いつも沢山のヘアカーラーを髪に巻き、サンダルを履いている。その事からドン・ラモンには「サンダルばーさん(vieja chancluda)」とあだ名を付けられている。未亡人であり、夫は旅行中の船が難破して亡くなった。女手一つで育てた息子には深い愛情を注いでおり、彼が泣いたり痛い目に遭ったりすると優しく慰める。ドン・ラモンに泣かされた場合はドン・ラモンに報復の平手打ちをする。近所付き合いはあまり良い方ではなく、特にドン・ラモンの事は毛嫌いしており、彼を平手打ちした後には毎回「こんな"クズ野郎"と付き合っちゃダメよ！(No te juntes con esta "chusma"!)」と息子に諭している。息子の学校の教師であるヒラファレス先生とは相思相愛で、彼と出会う度に周りが見えなくなってしまう。元の名前はフロリンダ・コルクエラ・イ・ビジャルパンド・デ・マタラスカヤンド (Florinda Corcuera y Villalpando de Matalazcayando)。
- ヒラファレス先生 （俳優：ルーベン・アギーレ）(El profesor Jirafales：ヒラファレス先生)：チャボ達が通う学校の教員。常にハットとスーツを着た紳士。フロリンダ婦人と恋に陥っている。よく花束を持ってフロリンダ婦人へ会いに通りへ来ている。レディーファーストを心がけており、フロリンダ婦人が彼を家に上げる際は「あなたの次に(Despues de usted)」と言う。怒る時は「ターターターターター！」と連呼して帽子を取る。元の名前はイノセンシオ・ヒラファレス(Inocensio Jirafales)。"ヒラファレス"とはスペイン語で"キリン"を意味する。
  - ヒラファレスはまた「ロス・スペル・ヘニオス・デ・ラ・メサ・クアドラーダ (Los Supergenios de la Mesa Cuadrada」と呼ばれるスケッチの文字だった。
- ドニャ・クレオティルデ（俳優：アンヘリネス・フェルナンデス） (Doña Cleotilde)：71号室に住む独身女性。チャボ達には「71号室の魔女(La bruja de 71)」と呼ばれている。ドン・ラモンに好意を寄せている。彼女はしばしばチャボ、キコ、チリンドリーナによって本当の魔女であると誤って信じられている。
- セニョール・バルィガ（俳優：エドガー・ビバール） (Señor Barriga)：チャボ達が暮らす住宅地の所有者で、ニョニョの父親。メタボリックな体格。家賃の支払いが滞納しているドン・ラモンへ会いに通りへよく来るが、その際ほぼ毎回チャボ達のドタバタで何かしらの被害を被る。原因がチャボだと分かると「やっぱり8号室のチャボだったよ！(¡Tenia que ser el chavo del 8!)」と怒鳴る。元の名前はゼノン・バルィガ・イ・ペサダ (Zenón Barriga Gordo y Pesado)で、"バルィガ"とはスペイン語で "お腹" を意味する。
- セニョール・ウルタド（俳優：リカルド・デ・パスクアル） (Señor Hurtado)：盗人。教会でチャボが彼の心が正しくなりますようにと祈りをしていたのを聞き、心を改める。"ウルタド"という名前は、"盗む"を意味する"hurtar"に由来する。
- セニョール・カルビジョ （俳優：リカルド・デ・パスクアル） (Señor Calvillo)：セニョール・バルィガはパートナーです。近所が原因セニョール・バリガが都市の標高によって心停止に苦しんで医療ミスで、メキシコシティに位置していますので、海面に住んで行くことができるセニョール・バリガため近所を購入しようとした。彼の名前は "ハゲ" である彼への参照です。
- ドニャ・ニエベス（俳優：マリア・アントニエタ・デ・ラス・ニエベス） (Doña Nieves)：チリンドリーナの曾祖母。
- ハイミート (Jaimito el cartero)（俳優：ラウール・パディーヤ）近所の郵便配達人。中庭の階段を、部屋番号23に住んでいる。時々私は言って、自分自身を少し疲れ届ける手紙を入手し、これらの手紙の受取人は、ハイミートの場合に自分のカードを求めていることを好むと彼の言い訳 "私はただ、疲労を防止したい"。瞬間的な間のハイミート常に話し合いを説明タンガマンダピオ、ミチョアカン、生まれ。
- グロリア (Gloria)（俳優：マリベル・フェルナンデス、オリビア・レイバ、レヒーナ・トルネー）彼女は近所から続く階段の上部門23に移動し、住民の一つである。彼女は叔母パティだ。
- ドン・ロマン（俳優：ヘルマン・ロブレス） (Don Román)：チリンドリーナのドンラモンのいとこや叔父。

| スタブアイコン | サブスタブ | この項目は、まだ閲覧者の調べものの参照としては役立たない、テレビ番組に関連した書きかけの項目です。この項目を加筆・訂正などしてくださる協力者を求めています（P:テレビ/PJ:放送または配信の番組）。 |